# Yzeure

Yzeure este o comună în departamentul Allier din centrul Franței. În 1 ianuarie 2022 avea o populație de 12.670 de locuitori.